# ビナコル
ビナコル(Binakol)は、フィリピンのチキンスープであり、摩り下ろしたココナッツ入りのココナッツジュース、グリーンパパイヤ（またはハヤトウリ）、葉菜類、ニンニク、タマネギ、ショウガ、レモングラス、パティスで鶏肉を煮込んで作る。唐辛子で味付けすることもある。鶏肉以外の肉や魚介を用いることもある。伝統的に竹筒や半分に割ったココナッツの殻の中で調理する。西ビサヤ地方、特にアクラン州が発祥の料理である。
ティノーラやギナタアン・マノックとよく似ているが、ココナッツジュースの代わりに、前者は水、後者はココナッツミルクを用いる点が異なる。